# Вибори до III Державної Думи Росії
Вибори до III Державної Думи Російської імперії — вибори в законодавчий орган Російської імперії, що проходили восени 1907 року.

## Передісторія

### II Держдума, її склад та діяльність
В другу Державну думу було обрано 509 депутатів: у віці до 30 років — 72 людини, до 40 років — 195 осіб, до 50 років — 145 осіб, до 60 років — 39 осіб, понад 60 років — 8 осіб.
Вищу освіту мали 3 % депутатів, середню — 21 %, нижчу — 32 %, домашню — 8 %, а 1 % був взагалі неписьменним.
Серед депутатів були 169 селян, 32 робітники, 20 священиків, 25 земських міських і дворянських службовців, 10 дрібних приватних службовців (конторщиків, офіціантів), один поет, 24 чиновники (в тому числі 8 із судового відомства), три офіцери, 10 професорів та приват-доцентів, 28 інших викладачів, 19 журналістів, 33 юристи (адвокатура), 17 комерсантів, 57 землевласників-дворян, 6 промисловців і директорів заводів. 
Тільки 32 члени Думи (6 %) були депутатами першої Думи.
За партійним фракціям вони розподілялися так: трудова селянська фракція — 104 депутати, кадети — 98, соціал-демократична фракція — 65, безпартійні — 50, польське коло — 46, фракція октябристів і група поміркованих — 44, соціалісти-революціонери — 37, мусульманська фракція — 30, козача група — 17, народно-соціалістична фракція — 16, правих монархістів — 10, до партії демократичних реформ належав один депутат.

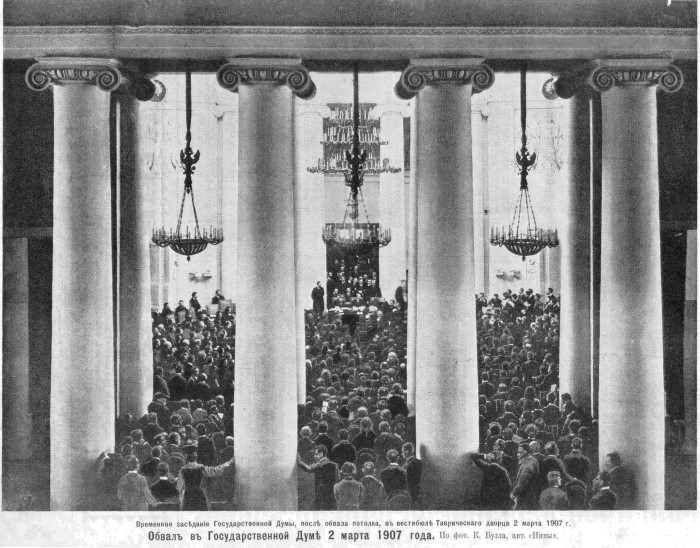
Тимчасове засідання Державної Думи, після обвалу стелі, у вестибюлі Таврійського палацу 2 березня 1907 року

Центральним питанням залишилося аграрне. Праві та октябристи захищали указ 9 листопада 1906 року (Столипінська аграрна реформа). Кадети допрацювали свій аграрний проєкт, звівши до мінімуму елемент примусового відчуження землі за викуп (відмова від постійного резервного фонду, наділення на місцях не по споживчій нормі, а в залежності від наявності вільних земель тощо).
Трудовики займали ту ж позицію, що і в першій Державній думі, у вирішенні інших питань вони коливалися між революційними соціал-демократами і кадетами. Есери внесли проєкт соціалізації, частина соціал-демократичної фракції представила проєкт муніципалізації землі. Більшовики захищали програму націоналізації всієї землі.
Лінія соціал-демократичної фракції визначалася меншовицькою більшістю; з 54 соціал-демократичних депутатів із вирішальним голосом (11 депутатів, які пройшли до Державної думи не від партії, мали дорадчий голос) було 36 меншовиків та 18 більшовиків. Пояснювалося це тим, що значна частина меншовиків, в тому числі група кавказьких депутатів на чолі з лідером фракції В. Р. Церетелі, пройшла голосами дрібної буржуазії.
Відмовившись від бойкоту Державної думи, більшовики вирішили використовувати думську трибуну в інтересах революції. У Державній думі вони відстоювали тактику «лівого блоку» з трудовиками, меншовики виступали за співпрацю з кадетами.
В цілому законодавча діяльність другої Думи, як і у випадку з першою Державною думою, носила сліди політичної конфронтації з владою.
До парламенту було внесено 287 урядових законопроєктів (у тому числі бюджет на 1907 р., законопроєкт про реформу місцевого суду, відповідальності чиновників, аграрної реформи та ін).
Дума схвалила тільки 20 законопроєктів. З них лише три отримали силу закону (щодо встановлення контингенту новобранців і два проєкти допомоги постраждалим від неврожаю).
Найбільш важливі законопроєкти до моменту розпуску Думи (103 дні після початку діяльності) розглядалися в її комісіях.
Друга Державна Дума увійшла в історію як «Дума народного гніву», найрадикальніша і конфронтаційно налаштована, тоді як третя була найбільш схильна до компромісу із самодержавством.

### Третьочервневий перевороті розпуск ІІ Державної думи
Причиною розпуску II Думи стала неможливість налагодити конструктивну взаємодію між урядом, очолюваним прем'єр-міністром П. А. Столипіним, і Думою, значну частину якої складали представники крайніх лівих партій (соціал-демократи, соціалісти-революціонери, народні соціалісти) і трудовики, що прилягали до них. 
II Дума, що відкрилася 20 лютого 1907 року, мала не менше опозиційний настрій, ніж раніше розпущена I Дума. Дума проявила тенденцію до відхилення всіх урядових законопроєктів і бюджету, а законопроєкти, запропоновані Думою, завідомо не могли бути затверджені Державною Радою та імператором. Ситуація, що склалася являла собою конституційну кризу — Основні державні закони (фактично Конституція Росії) дозволяли імператору в будь-який момент розпустити Думу, але він був зобов'язаний скликати нову Думу і не міг без її згоди змінити виборчий закон; але при цьому наступна Дума, імовірно, не відрізнялася б від опозиційності розпущеною.
Уряд знайшов вихід із кризи з одночасним розпуском Думи та зміною виборчого закону для виборів у наступну Думу. Приводом для розпуску стало відвідування соціал-демократичних депутатів Думи делегацією солдатів петербурзького гарнізону, які передали їм «солдатський обов'язок». П. А. Столипін використовував це неоднозначну подія для того, щоб 1 червня 1907 року, представляючи даний епізод у вигляді розгорнутого змови проти державного ладу, вимагати від Думи відсторонення від участі у засіданнях 55 депутатів соціал-демократичної фракції і зняття депутатської недоторканності з шістнадцяти з них. 
Дума, не давши негайну відповідь уряду, заснувала спеціальну комісію, висновок якої повинно було бути оголошено 4 липня. Не чекаючи відповіді Думи, Микола II 3 червня розпустив Думу, опублікував змінений виборчий закон і призначив вибори в нову Думу, яка повинна була зібратися на 1 листопада 1907 року. II Дума проіснувала 103 дні.
Розпуск Думи було прерогативою імператора, але одночасна зміна виборчого закону було порушенням вимог статті 87 Основних державних законів, за якими виборчий закон міг бути змінений лише за згодою Державної Думи і Державної Ради; з цієї причини дані події отримали популярність як «третьочервневий переворот».
Виборчий закон був змінений таким чином, що коло виборців значно звузився, а виборці з високим майновим цензом (землевласники і городяни вищого цензу, тобто переважно домовласники) отримали фактичний контроль над виборами на більшість парламентських місць. 
Більшість в III Думі перейшла до провладних фракцій — октябристській та націоналістичній. Позиції лівих партій були суттєво підірвані. Нова Дума зуміла налагодити конструктивну законодавчу роботу в контакті з урядом. Водночас новий виборчий закон похитнув уявлення населення про те, що депутати Думи є його представниками.
Розпуск II Думи збігся за часом із помітним ослабленням страйкового руху, аграрними заворушеннями. У країні настав відносний спокій. 3 червня прийнято вважати останнім днем Першої російської революції.
У 1911—1913 роках надбанням громадськості стали відомості про те, що написання «солдатського наказу» і організація візиту солдатської делегації до соціал-демократичних депутатів відбувалися за активної участі впроваджених у петербурзьку Військову організацію РСДРП агентів Охоронного відділення. Питання про те, чи була ситуація з «солдатським наказом» організована за наказом П. А. Столипіна або з власної ініціативи поліції, або ж поліцейські інформатори донесли владі про події, що відбуваються, залишається досі невирішеним.

## Вибори до III Державної думи

### Вибори
Вибори проходили восени 1907 року.
Закон 3 червня 1907 року радикально перерозподілив число вибірників на користь поміщиків і великої буржуазії (вони отримали 2/3 загального числа виборців, робітникам же та селянам було залишено близько 1/4 вибірників).
Право робітників і селянських виборців самим обирати належну їм кількість депутатів зі свого середовища передавалося губернським виборчим зборам у цілому, де в більшості випадків переважали поміщики і буржуазія. Міська курія поділялася на дві частини: 1-шу становила велика буржуазія, 2-гу — дрібна буржуазія та міська інтелігенція.
Представництво народів національних окраїн різко скорочувалася: народи Середньої Азії, Якутії і деяких інших національних районів повністю усувалися від виборів.

### Підсумки виборів
Підсумки виборів в I, II і III Державні думи були такими:
| Партія             | I Дума   | II Дума | III Дума |
| ------------------ | -------- | ------- | -------- |
| РСДРП              | (10)     | 65      | 19       |
| Есери              | -        | 37      | -        |
| Народні соціалісти | -        | 16      | -        |
| Трудовики          | 107 (97) | 104     | 13       |
| Прогресивна партія | 60       | -       | 28       |
| Кадети             | 161      | 98      | 54       |
| Автономісти        | 70       | 76      | 26       |
| Октябристи         | 13       | 54      | 154      |
| Націоналісти       | -        | -       | 97       |
| Праві              | -        | -       | 50       |
| Безпартійні        | 100      | 50      | -        |